# 바젤
바젤(독일어: Basel ['ba:zəl], 프랑스어: Bâle 발[*] [bɑl], 이탈리아어: Basilea 바실레아[*] [bazi'leːa])은 스위스에서 세 번째로 인구가 많은 도시(2013년: 172,091 명)로 바젤슈타트주에 속한다. 인접 도시권을 포함하면 약 69만 명으로 스위스에서 두 번째로 크다.
스위스의 북서쪽 라인강변에 자리하고 있으며, 화학과 제약 산업의 중심 도시 역할을 하고 있다. 도시는 독일과 프랑스의 국경과 접해 있다. 바젤 지역은 독일의 바덴과 프랑스의 알자스와 문화적으로 깊은 연관이 있다. 바젤 대학교는 스위스에서 가장 오래된 대학교이다.

## 지리

### 위치
바젤은 스위스 북서부에 위치하고 있으며 일반적으로 해당 지역의 수도로 간주된다. 스위스, 프랑스, 독일 국경이 만나는 지점에 가깝고, 바젤에도 프랑스와 독일 교외 지역이 있다. 2016년 기준으로 스위스 바젤 집적체는 스위스에서 세 번째로 큰 지역으로 스위스의 74개 지자체에 541,000명의 인구가 있다. (2018년 시 자치단체 수) 이웃 국가의 지자체를 포함하여 62개 교외 코뮌의 TEB(Trinational Eurodistrict Basel) 이니셔티브는 2007년에 829,000명의 주민을 집계했다.

### 지형
바젤의 면적은 2009년 기준으로 23.91k㎡이다. 이 지역 중 0.95km 2 (4.0%)가 농업 목적으로 사용되는 반면 0.88k㎡ (3.7%)는 삼림으로 사용된다. 나머지 토지 중 20.67k㎡ (86.4%)가 정착(건물 또는 도로), 1.45k㎡ (6.1%)가 강 또는 호수이다.
건축면적 중 공업용 건물이 전체 면적의 10.2%, 주택과 건물이 40.7%, 교통 기반 시설이 24.0%를 차지했다. 전력 및 수자원 기반 시설 및 기타 특별 개발 지역이 면적의 2.7%를 구성하고 공원, 녹지대 및 스포츠 경기장이 8.9%를 구성했다. 삼림 지대를 제외한 모든 산림 지역은 울창한 숲으로 덮여 있다. 농경지 중 2.5%는 작물 재배에 사용되고 1.3%는 목초지이다. 시정촌의 모든 물은 흐르는 물이다.

## 인구통계
2021년 기준, 바젤의 인구는 201,971명으로 전체 인구의 36.9%가 거주하는 외국인이다.
1999년부터 2009년까지 10년 동안 인구는 -0.3%의 비율로 변화했다. 이주로 인해 3.2%의 비율로, 출생과 사망으로 인해 -3%의 비율로 변경되었다.
지자체의 인구 중 58,560 또는 약 35.2%가 바젤에서 태어나 2000년에 그곳에 살았다. 같은 주에서 태어난 1,396 또는 0.8%가 있었고, 44,874 또는 26.9%가 스위스 다른 곳에서 태어났고 53,774 또는 32.3%는 스위스 밖에서 태어났다.
2008년에는 스위스 시민이 898명, 비스위스계 시민이 621명이었고, 같은 기간에 스위스 시민이 1,732명, 비스위스계 시민이 175명 사망했다. 이민과 이주를 무시하면 스위스 시민의 인구는 834명 감소했고, 외국인 인구는 446명 증가했다. 스위스에서 이주한 스위스 남성은 207명, 여성은 271명이었다. 동시에 1,756명의 비스위스계 남성과 1,655명의 비스위스계 여성이 다른 나라에서 스위스로 이주했다. 2008년 전체 스위스 인구 변화(시 경계를 넘는 이동을 포함한 모든 출처에서)는 278명이 증가했고 비스위스계 인구는 1,138명이 증가했다. 이는 0.9%의 인구 증가율을 나타낸다.
2000년 기준으로 시정촌에 미혼이거나, 독신인 사람은 70,502명이다. 기혼자는 70,517명, 미망인은 12,435명, 이혼한 사람은 13,104명이었다.
2000년 기준으로 거실당 평균 거주자 수는 0.59명으로 주 평균 0.58명과 거의 같다. 이 경우 방은 일반 침실, 식당, 거실, 주방 및 거주 가능한 지하실 및 다락방으로서 4㎡ 이상의 주택 단위의 공간으로 정의된다.:18v 전체 가구의 약 10.5%가 자가 점유, 즉 임대료를 지불하지 않았다(모기지 또는 전세 계약이 있을 수 있음).:17 2000년 기준으로 시정촌에는 86,371세대의 개인 가구가 있으며, 가구당 평균 1.8명이다. 1인 가구는 44,469가구, 5인 이상 가구는 2,842가구였다. 총 88,646가구 중 1인 가구가 50.2%로 부모와 동거하는 성인 451가구였다. 나머지 가구 중 자녀가 없는 기혼 부부는 20,472가구, 자녀가 있는 기혼 부부는 14,554가구로 자녀가 있는 편부모는 4,318가구이다. 혈연관계가 없는 사람이 2,107가구, 기관이나 집단주택이 2,275가구였다.
2000년에는 총 18,631호의 주거용 건물 중 5,747호(전체의 30.8%)가 단독 주택이었다. 다가구는 7,642채(41.0%), 주거용으로 주로 사용되는 다목적 건물은 4,093채(22.0%), 기타 용도(상업용, 공업용)가 1,149채(6.2%)였다. 단독 주택 중 1919년 이전에 1090채가, 1990년에서 2000년 사이에 65채가 건설되었다. 1919년에서 1945년 사이에 가장 많은 단독 주택(3,474채)이 건설되었다.
2000년에 시정촌에는 96,640개의 아파트가 있었다. 가장 일반적인 아파트 크기는 3개의 방으로 35,958개였다. 1인실 아파트는 11,957채, 5실 이상 아파트는 9,702채였다. 이 중 상가주택은 84,675채(전체의 87.6%), 비수기형은 7,916채(8.2%), 공실은 4,049채(4.2%)였다. 2009년 기준 신규주택 건설률은 인구 1000명당 2.6세대였다.
2003년 기준으로 바젤의 평균 아파트 임대료는 월 1118.60 스위스 프랑 (CHF)이었다(2003년부터 US$890, £500, €720 약 환율). 원룸 아파트의 평균 가격은 602.27 CHF(US$480, £270, €390)였고, 투룸 아파트는 약 846.52 CHF(US$680, £380, €540), 1054.14 CHF(US$840, £470, €670) 및 6개 이상의 방 아파트 비용은 평균 2185.24 CHF(US$1750, £980, €1400)이다. 바젤의 평균 아파트 가격은 전국 평균 1116CHF의 100.2%였다. 2010년 바젤의 공실률은 0.74 %였다.

### 과거 인구 자료
| 연도 | 인구    | ±% p.a. |
| ---- | ------- | ------- |
| 1850 | 27,844  | —       |
| 1860 | 38,692  | +3.34%  |
| 1870 | 44,868  | +1.49%  |
| 1880 | 61,737  | +3.24%  |
| 1888 | 71,131  | +1.79%  |
| 1900 | 109,161 | +3.63%  |

| 연도 | 인구    | ±% p.a. |
| ---- | ------- | ------- |
| 1910 | 132,276 | +1.94%  |
| 1920 | 135,976 | +0.28%  |
| 1930 | 148,063 | +0.86%  |
| 1941 | 162,105 | +0.83%  |
| 1950 | 183,543 | +1.39%  |
| 1960 | 206,746 | +1.20%  |

| 연도 | 인구    | ±% p.a. |
| ---- | ------- | ------- |
| 1970 | 212,857 | +0.29%  |
| 1980 | 182,143 | −1.55%  |
| 1990 | 178,428 | −0.21%  |
| 2000 | 166,558 | −0.69%  |
| 2009 | 165,489 | −0.07%  |

### 언어
2000년 기준, 인구 대부분인 129,592명(77.8%)이 독일어를 사용하며, 이탈리아어가 9,049명(5.4%)으로 2위이고, 프랑스어가 4,280명(2.6%)으로 3위이다. 로만슈어를 구사하는 사람이 202명 있다.

### 종교
2000년 인구 조사에서 로마 가톨릭 신자는 41,916명(25.2%)이고, 스위스 개혁 교회는 39,180명(23.5%)이었다. 나머지 인구 중 정교회 교인은 4,567명(인구의 약 2.74%), 크리스찬 가톨릭 교회 교인은 459명(인구의 약 0.28%), 3,464명(또는 약 2.08 %)이 있었다. 인구의 %) 다른 기독교 교회에 속해 있다. 이슬람교는 12,368명(인구의 약 7.43%), 유대인은 1,325명(인구의 약 0.80%)이었으나, 시정촌에서는 종교 기관의 구성원만 집계하므로 실제 바젤에 거주하는 유대인 혈통은 상당히 높다. 불교 746명, 힌두교 947명, 타 교회 485명이었다. 52,321명(인구의 약 31.41%)이 교회에 속하지 않고, 불가지론자 또는 무신론자이며 8,780명(인구의 약 5.27%)이 질문에 대답하지 않았다.

## 기후
쾨펜의 기후 구분에서 바젤은 서안 해양성 기후(Cfb)에 해당한다. 하지만 상대적으로 내륙에 위치하여 시원하고 춥고 겨울은 흐리고, 여름은 따뜻하고 덥고, 습하기 때문에 대륙의 영향이 두드러진다.
이 도시는 연간 평균 118.2일의 비나 눈이 내리며 평균 강수량은 842mm이다. 가장 습한 달은 5월로 이 기간 동안 바젤의 평균 강수량은 98mm이다. 강수량이 가장 많은 달은 5월로 평균 11.7일이다. 연중 가장 건조한 달은 2월로 8.4일 동안 평균 강수량이 45mm이다.
| 바젤 (비닝엔)의 기후                                                  | 바젤 (비닝엔)의 기후 | 바젤 (비닝엔)의 기후 | 바젤 (비닝엔)의 기후 | 바젤 (비닝엔)의 기후 | 바젤 (비닝엔)의 기후 | 바젤 (비닝엔)의 기후 | 바젤 (비닝엔)의 기후 | 바젤 (비닝엔)의 기후 | 바젤 (비닝엔)의 기후 | 바젤 (비닝엔)의 기후 | 바젤 (비닝엔)의 기후 | 바젤 (비닝엔)의 기후 | 바젤 (비닝엔)의 기후 |
| 월                                                                    | 1월                  | 2월                  | 3월                  | 4월                  | 5월                  | 6월                  | 7월                  | 8월                  | 9월                  | 10월                 | 11월                 | 12월                 | 연간                 |
| --------------------------------------------------------------------- | -------------------- | -------------------- | -------------------- | -------------------- | -------------------- | -------------------- | -------------------- | -------------------- | -------------------- | -------------------- | -------------------- | -------------------- | -------------------- |
| 역대 최고 기온 °C (°F)                                                | 19.0 (66.2)          | 22.0 (71.6)          | 25.2 (77.4)          | 30.5 (86.9)          | 33.5 (92.3)          | 38.4 (101.1)         | 39.0 (102.2)         | 38.7 (101.7)         | 35.0 (95.0)          | 29.6 (85.3)          | 21.9 (71.4)          | 20.6 (69.1)          | 39.0 (102.2)         |
| 일평균 최고 기온 °C (°F)                                              | 5.1 (41.2)           | 7.1 (44.8)           | 11.8 (53.2)          | 16.2 (61.2)          | 20.0 (68.0)          | 23.7 (74.7)          | 25.8 (78.4)          | 25.3 (77.5)          | 20.7 (69.3)          | 15.4 (59.7)          | 9.2 (48.6)           | 5.7 (42.3)           | 15.5 (59.9)          |
| 일일 평균 기온 °C (°F)                                                | 2.2 (36.0)           | 3.2 (37.8)           | 7.0 (44.6)           | 10.7 (51.3)          | 14.6 (58.3)          | 18.2 (64.8)          | 20.2 (68.4)          | 19.7 (67.5)          | 15.4 (59.7)          | 11.1 (52.0)          | 6.0 (42.8)           | 2.9 (37.2)           | 10.9 (51.6)          |
| 일평균 최저 기온 °C (°F)                                              | −0.5 (31.1)          | −0.1 (31.8)          | 2.6 (36.7)           | 5.5 (41.9)           | 9.5 (49.1)           | 13.1 (55.6)          | 14.9 (58.8)          | 14.8 (58.6)          | 11.0 (51.8)          | 7.6 (45.7)           | 3.2 (37.8)           | 0.4 (32.7)           | 6.8 (44.2)           |
| 역대 최저 기온 °C (°F)                                                | −24.2 (−11.6)        | −23.8 (−10.8)        | −14.8 (5.4)          | −6.3 (20.7)          | −2.7 (27.1)          | 1.1 (34.0)           | 5.1 (41.2)           | 3.6 (38.5)           | −1.3 (29.7)          | −5.5 (22.1)          | −11.0 (12.2)         | −20.9 (−5.6)         | −24.2 (−11.6)        |
| 평균 강수량 mm (인치)                                                 | 48 (1.9)             | 45 (1.8)             | 50 (2.0)             | 64 (2.5)             | 98 (3.9)             | 87 (3.4)             | 89 (3.5)             | 88 (3.5)             | 70 (2.8)             | 74 (2.9)             | 65 (2.6)             | 65 (2.6)             | 842 (33.1)           |
| 평균 강설량 cm (인치)                                                 | 7 (2.8)              | 7 (2.8)              | 4 (1.6)              | 1 (0.4)              | 0 (0)                | 0 (0)                | 0 (0)                | 0 (0)                | 0 (0)                | 0 (0)                | 2 (0.8)              | 8 (3.1)              | 29 (11)              |
| 평균 강수일수 (≥ 1.0 mm)                                              | 9.1                  | 8.4                  | 8.9                  | 9.3                  | 11.7                 | 10.6                 | 10.1                 | 10.2                 | 8.5                  | 10.4                 | 10.0                 | 11.0                 | 118.2                |
| 평균 강설일수 (≥ 1.0 cm)                                              | 2.8                  | 2.1                  | 1.1                  | 0.2                  | 0.0                  | 0.0                  | 0.0                  | 0.0                  | 0.0                  | 0.1                  | 0.7                  | 2.3                  | 9.3                  |
| 평균 상대 습도 (%)                                                    | 81                   | 76                   | 69                   | 67                   | 71                   | 70                   | 68                   | 71                   | 77                   | 82                   | 83                   | 82                   | 75                   |
| 평균 월간 일조시간                                                    | 64                   | 85                   | 135                  | 167                  | 186                  | 212                  | 235                  | 217                  | 160                  | 107                  | 65                   | 54                   | 1,687                |
| 가능 일조율                                                           | 28                   | 34                   | 40                   | 45                   | 44                   | 48                   | 54                   | 55                   | 48                   | 36                   | 28                   | 27                   | 43                   |
| 출처 1: 스위스 연방 기상청 (평년값: 1991년~2020년, 극값: 1901년~현재) |                      |                      |                      |                      |                      |                      |                      |                      |                      |                      |                      |                      |                      |
| 출처 2: 네덜란드 왕립 기상연구소                                      |                      |                      |                      |                      |                      |                      |                      |                      |                      |                      |                      |                      |                      |

## 교통
바젤의 공항은 항공 화물로 설정된다. 무거운 화물은 라인강을 따라 배를 타고 북해에서 도시와 유럽 대륙의 심장부에 도달한다. 바젤에서 화물의 고속도로 및 철도 운송을 위한 주요 유럽 노선. 뛰어난 위치는 바젤에서 전 세계적으로 운영되는 물류 기업에 이점이 있다. 무역 회사는 전통적으로 바젤 지역에서 잘 대표된다.

### 항만
바젤에는 스위스 유일의 화물 항구가 있으며, 이 항구를 통해 상품은 라인강의 항해가 가능한 지역을 통과하고, 로테르담 항구에서 외항선과 연결된다.

### 공항
유로 에어포트는 프랑스와 스위스의 두 나라에서 공동으로 운영하지만, 공항은 완전히 프랑스 땅에 있다. 공항 자체는 건축학적으로 두 개의 독립적인 구역으로 나뉜다. 절반은 프랑스 측에, 나머지 절반은 스위스 측에 서비스를 제공한다. 솅겐 이전에는 공항 중앙에 출입국 심사대가 있어 사람들이 공항 반대편으로 ‘이주’할 수 있었다.

### 철도

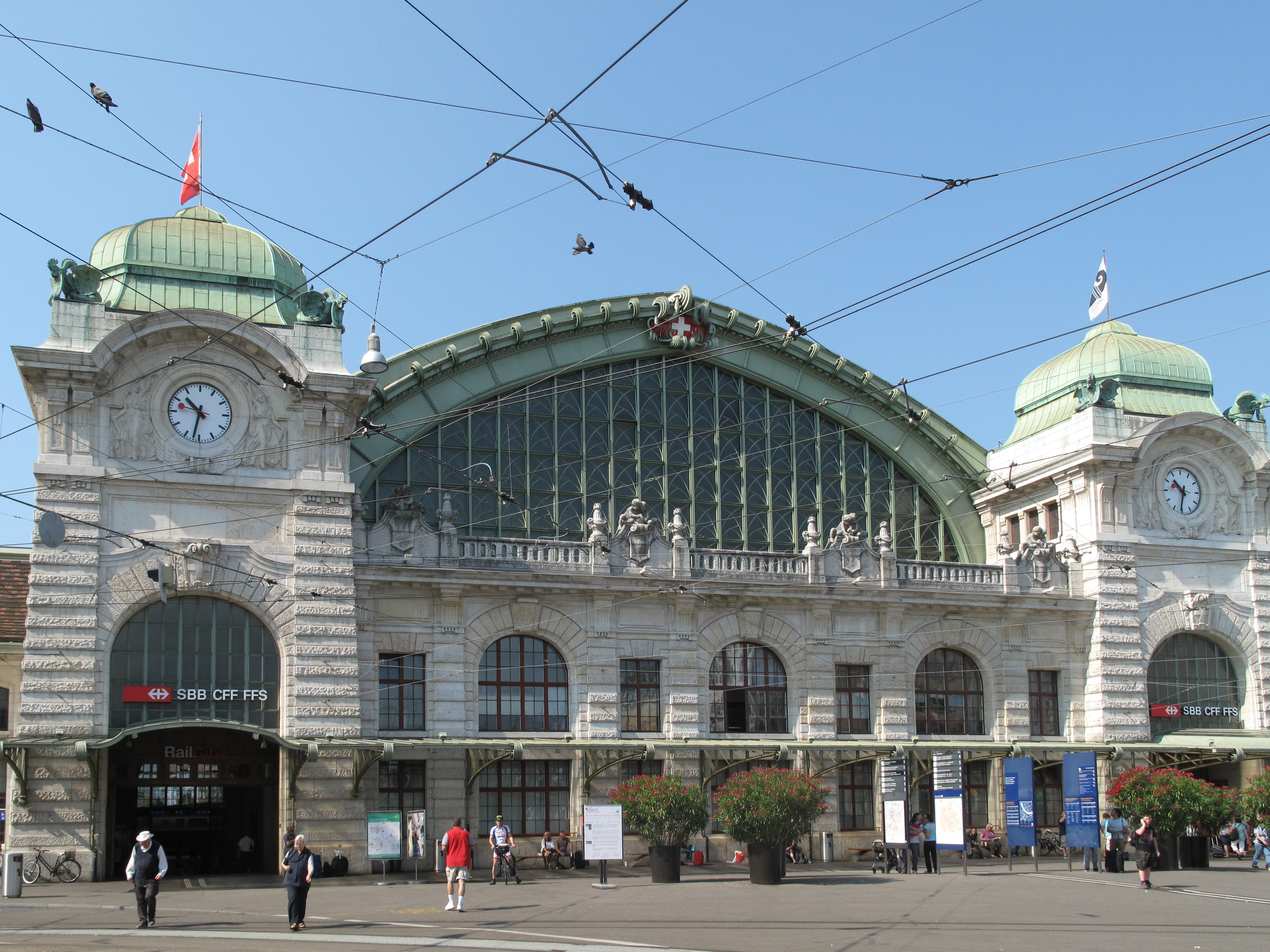
바젤 SBB역

바젤은 오랫동안 철도 허브로서 중요한 위치를 차지해 왔다. 세 개의 기차역(독일, 프랑스, 스위스 네트워크)은 도시 내에 있다. 스위스의 바젤 SBB역은 실제로 세관과 출입국 관리 시설로 분리된 동일한 복합 단지에 있다. 바젤 바디셔역은 도시 반대편에 있다. 바젤의 지역 철도 서비스는 바젤 레기오날 S-반에서 제공한다. 나라에서 가장 큰 화물 철도 단지는 무텐츠 및 프라텔른 지자체에 걸쳐 도시 바로 외곽에 있다. 칼스루헤에서 바젤까지의 새로운 고속 ICE 철도 노선은 TGV 라인-론의 1단계가 2008년에 완공되었다. 2011년 12월에 개통된 이 노선은 바젤에서 파리까지의 이동 시간을 약 3시간으로 단축했다.

### 도로
바젤은 A3 고속도로에 노선상에 위치해 있다.
도시 경계 내에서 5개의 다리가 바젤 광역권과 레서 바젤(하류)을 연결한다.
- Schwarzwaldbrücke (1972년 건설)
- Wettsteinbrücke (1998년 건설된 현재 구조, 1879년 건설된 원래 다리)
- Mittlere Rheinbrücke (1905년 건설된 현재의 구조, 1225년에 건설된 최초의 다리로 라인강을 건너는 최초의 다리)
- Johanniterbrücke (1967년 건설)
- Dreirosenbrücke (2004년 건설, 1935년 원래 다리 건설)

### 페리

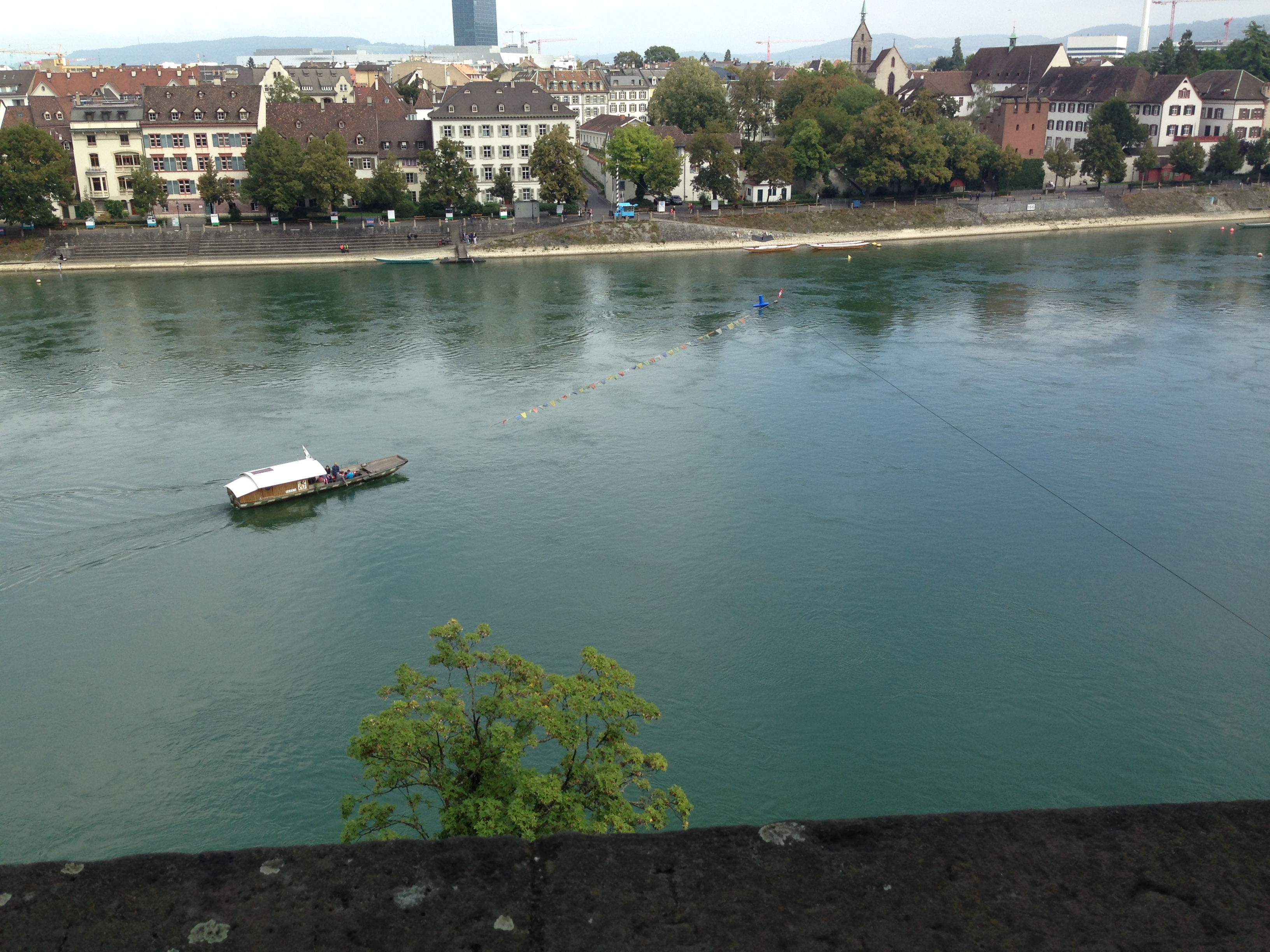
바젤의 라인강을 가로 지르는 케이블 페리

다소 시대착오적이지만 여전히 널리 사용되는 반응 페리 보트 시스템이 두 해안을 연결한다. 4개의 페리가 있으며, 각 페리는 두 다리 사이의 대략 중간에 위치해 있다. 각각은 20~30m 높이에서 강을 가로지르는 다른 케이블을 따라 타는 블록에 케이블로 연결된다. 강을 건너기 위해 뱃사공은 조류가 강을 건너 보트를 밀어내도록 조류에서 약 45° 방향으로 배를 기울인다. 따라서 이러한 형태의 운송은 외부 에너지원이 필요 없이 완전히 수력으로 구동된다.

### 대중교통
바젤은 도시를 운행하고 대형 트램망을 포함하여 주변 교외 지역으로 연결되는 광범위한 대중 교통망을 갖추고 있다. 녹색 지역 트램과 버스는 BVB(Basler Verkehrs-Betriebe)에서 운영한다. 노란색 버스와 트램은 BLT(바젤란트 트랜스포트)에서 운영하며, 바젤란트 반주 인근 지역을 바젤 중심부로 연결한다. BVB는 또한 이웃 프랑스의 알자스 지역과 독일의 바덴 지역의 대중교통 당국과 협력하여 통근버스 노선을 공유한다. 바젤 레기오날 S-반은 도시 주변 교외를 연결하는 통근 철도망으로, SBB, SNCF 및 DB에서 공동 운영한다.

### 국경 횡단
바젤은 프랑스, 독일, 스위스가 만나는 지점에 있다. 스위스 국경에 자리 잡고 있고, 쥐라산맥 너머에 있기 때문에 스위스 군대 많은 인사들이 이 도시가 전시에 방어할 수 없다고 믿고 있다고 한다. 스위스와 다른 두 나라 사이에 수많은 도로와 철도 건널목이 있다. 2008년 12월 12일 스위스가 솅겐 조약 지역에 합류하면서 더 이상 교차점에서 출입국 심사가 이루어지지 않았다. 그러나 스위스는 유럽 연합 관세 동맹에 가입하지 않았으며(EU 단일 시장에는 가입했지만) 세관 검사는 여전히 교차점 또는 그 근처에서 수행된다.

## 경제

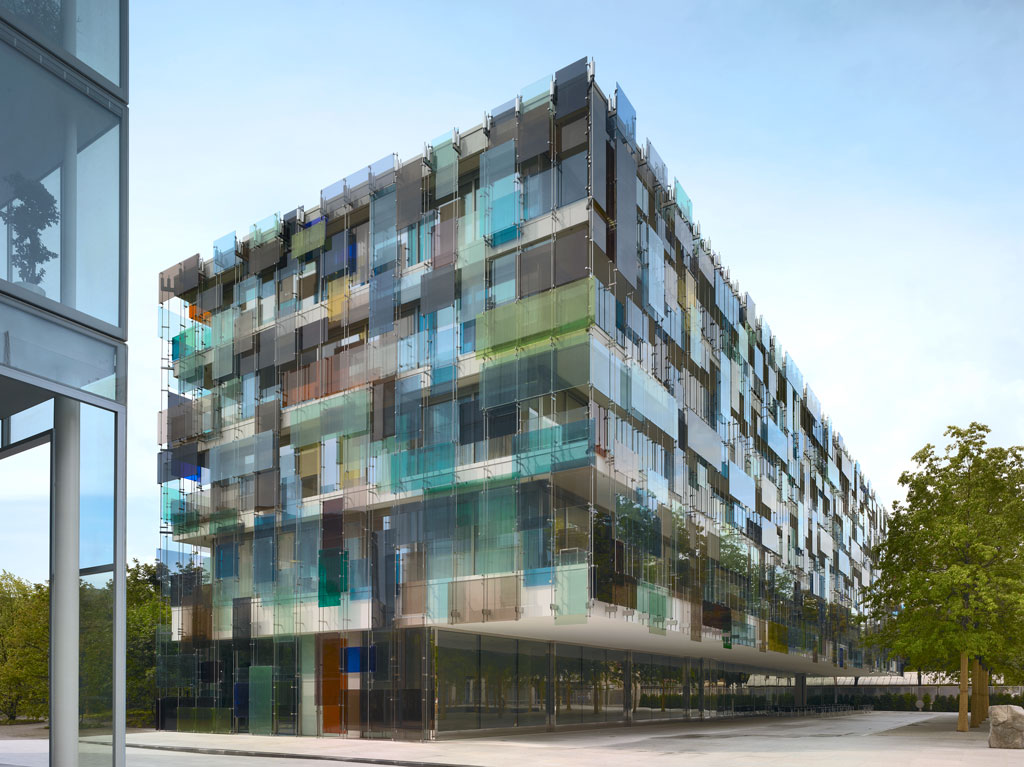
노바티스 캠퍼스 바젤

스위스 북서쪽에 위치한 바젤시는 스위스에서 가장 역동적인 경제 지역 중 하나이다.
2016년 기준으로 바젤의 실업률은 3.7%이다. 2018년 기준으로 노동 인구의 19.3%가 2차 부문에 고용되었고 80.6%가 3차 부문에 고용되었다. 82,449명의 시정촌 거주자가 일정 수준으로 고용되었으며, 그중 여성이 노동력의 46.2%를 차지했다.
2008년에 정규직에 상응하는 총 수일자리는 130,988개였다. 1차 부문의 일자리 수는 13개였으며, 그중 10개는 농업, 4개는 임업 또는 목재 생산이었다. 2차 부문의 일자리 수는 33,171개였으며 그 중 제조업 24,848개(74.9%), 광업 10개, 건설 7,313개(22.0%)였다. 3차 부문의 일자리는 97,804개였다. 3차 부문에서 도소매업 12,880개(13.2%), 자동차 수리 11,959개(12.2%), 호텔·레스토랑 6,120개(6.3%), 정보업 4,186개(4.3%), 10,752개(11.0%)가 보험 또는 금융 산업, 13,695개(14.0%)가 기술 전문가 또는 과학자, 6,983 또는 7.1%가 교육, 16,060개(16.4%)가 의료 분야였다.
2000년 기준 자치단체로 통근한 근로자는 121,842명, 외부 출퇴근자는 19,263명이었다. 지자체는 근로자의 순수입 지자체이며, 1명이 전출될 때마다 약 6.3명의 근로자가 지자체에 전입된다. 바젤에 들어오는 인력의 약 23.9%는 스위스 외부에서 오고, 현지인의 1.0%는 일을 위해 스위스에서 출퇴근한다. 근로 인구 중 49.2 %가 출퇴근용 대중교통을, 18.7%가 자가용을 이용했다.
Herzog & de Meuron이 설계한 로슈 타워는 41층, 178m 높이로 2015년에 개장하여 스위스에서 가장 높은 건물이 되었다. 바젤에는 스위스에서 세 번째로 높은 건물(발저 메세투름, 105m과 스위스에서 가장 높은 타워(St. Chrischona TV 타워, 250m)가 있다.

### 화학산업
스위스 화학 산업은 주로 바젤에서 운영되며 바젤에는 대규모 제약 산업도 있다. 노바티스, 신젠타, 시바 스페셜티 케미컬,  Clariant,  호프만 라 로슈,  Basilea Pharmaceutica 및 악텔리온이 본사를 두고 있다. 제약 및 특수 화학 물질은 도시 산업 생산의 현대적 초점이 되었다.

### 뱅킹
바젤에서는 은행 업무가 중요하다.
UBS AG는 바젤에 중앙 사무실을 유지한다. 국제결제은행이 도시 내에 있으며, 중앙은행가들의 은행이다. 이 은행은 11개국(미국, 영국, 벨기에, 캐나다, 프랑스, 독일, 이탈리아, 일본, 스위스, 네덜란드, 스웨덴)의 엘리트 중앙은행가들로 구성된 이사회에 의해 통제된다.
BIS에 따르면 “BIS의 자리를 스위스로 선택한 것은 BIS를 설립한 벨기에, 프랑스, 독일, 이탈리아, 일본, 영국, 미국과 같은 국가의 타협이었다. 합의가 이루어지지 않았을 때 런던, 브뤼셀 또는 암스테르담에 은행을 설립하기로 결정했지만, 선택은 스위스에 떨어졌다. 독립적이고 중립적인 국가인 스위스는 BIS가 강대국의 부당한 영향에 덜 노출되도록 했다. 모든 방향으로 훌륭한 철도 연결이 있는 위치, 특히 대부분의 국제 여행이 기차로 이루어졌던 시기에 중요했다.”
1930년 5월에 설립된 BIS는 민간 기업인 회원 중앙은행이 소유하고 있다. 스위스 공공 기관의 대리인은 은행의 명시적인 동의 없이 구내에 들어갈 수 없다. 은행은 은행 건물에 대한 감독과 경찰 권한을 행사한다. 은행은 형사와 행정관할권 뿐만 아니라 세계 상업 은행 시스템의 표준이 되는 권장 사항을 설정하지 않아도 된다.
바젤은 또한 BIS와 구별되는 은행 감독에 관한 바젤 위원회의 위치이기도 하다. 일반적으로 바젤의 BIS 구내에서 만난다. 바젤 어코드 (바젤 I, 바젤 II 및 바젤 III)를 담당하는 이 조직은 업계 내 위험 관리를 근본적으로 변경했다. 또한 바젤은 지속 가능한 인프라(금융) 분야에서 활발한 활동을 하고 있는 글로벌 인프라 바젤 재단의 본부를 유치하고 있다.

## 스포츠
- FC 바젤